# Baron Riversdale
Baron Riversdale, of Rathcormuck in the County of Cork, war ein erblicher britischer Adelstitel in der Peerage of Ireland.

## Verleihung und Geschichte des Titels
Der Titel wurde am 13. Oktober 1783 für den irischen Offizier und Politiker William Tonson geschaffen. Dieser war Lieutenant-Colonel der British Army, Lieutenant-Governor von Cork, sowie Abgeordneter im irischen Unterhaus für Rathcormac und Tuam.
Der Titel erlosch am 13. Dezember 1861 beim kinderlosen Tod von dessen achtem und jüngsten Sohn, dem 3. Baron, der auch anglikanischer Bischof von Killaloe und Clonfert war.

## Liste der Barone Riversdale (1783)
- William Tonson, 1. Baron Riversdale (1724–1787)
- William Tonson, 2. Baron Riversdale (1775–1848)
- Ludlow Tonson, 3. Baron Riversdale (1784–1861)